# REGRETS
「REGRETS」（リグレッツ）は、1989年9月1日にポリドールから発売されたKAN6作目のシングル。

## 解説
アルバム『HAPPY TITLE -幸福選手権-』からのリカット。リカットシングルでありながら同年11月3日に放送されたNHK総合テレビ『JUST POP UP』にて表題曲を披露。

## 収録曲
全曲　作詞・作曲：KAN　 
1. REGRETS
  - 編曲：奈良部匠平
2. ALL I WANT IS YOU
  - 編曲：大谷幸